# Roberto Cherro
Roberto Eugenio Cerro, vaak ook Cherro (Buenos Aires, 23 februari 1907 – aldaar, 11 oktober 1965) was een Argentijns voetballer. Cherro is met 221 goals in 305 wedstrijden de best scorende speler ooit van Boca Juniors. Tevens werd hij met deze club vijf keer landskampioen van Argentinië. Hij werd topschutter in 1926, 1928 en 1930.

## Interlandcarrière
Bij de Olympische Zomerspelen van 1928 won Cherro de zilveren medaille met het Argentijns voetbalelftal nadat de ploeg in de finale had verloren van buurland Uruguay. Cherro was een van de spelers die deel uitmaakte van de Argentijnse selectie bij het eerste Wereldkampioenschap voetbal in 1930. Hier kende de finale dezelfde afloop.